# 새로운 세계 7대 불가사의
새로운 세계 7대 불가사의(영어: New Seven Wonders of the World)는 전 세계에서 투표에 의해 결정된, 현대판 세계의 불가사의이다.
2007년 7월 7일 스위스의 영화제작자이자 탐험가인 베르나르드 베버의 '새로운 7대 불가사의(New 7 Wonders)’ 재단이 포르투갈 리스본의 경기장에서 ‘새로운 세계 7대 기적’을  발표했다.
1999년부터 200여 개의 유적지를 접수받아 21개의 후보지를 선정한 뒤 인터넷과 휴대전화 메시지를 이용하여 여론조사를 통한 선정하는 방식이었다.

## 새로운 세계 7대 불가사의
| 불가사의                                    | 위치                   | 사진                                                               |
| ------------------------------------------- | ---------------------- | ------------------------------------------------------------------ |
| 치첸이트사 Chi'ch'èen Ìitsha'               | 유카탄, 멕시코         | El Castillo being climbed by tourists                              |
| 구세주 그리스도상 O Cristo Redentor         | 리우데자네이루, 브라질 | Christ the Redeemer in Rio de Janeiro                              |
| 콜로세움 Colosseo                           | 로마, 이탈리아         | The Colosseum at dusk: exterior view of the best-preserved section |
| 만리장성 万里长城 萬里長城 Wànlǐ Chángchéng | 중화인민공화국         | The Great Wall of china (Mutianyu section)                         |
| 마추 픽추 Machu Pikchu                      | 쿠스코 지역, 페루      | View of Machu Picchu                                               |
| 페트라 البتراء al-Batrāʾ                    | 마안 주, 요르단        | The Monastery at Petra                                             |
| 타지마할 ताज महल تاج محل                     | 아그라, 인도           | Taj Mahal                                                          |

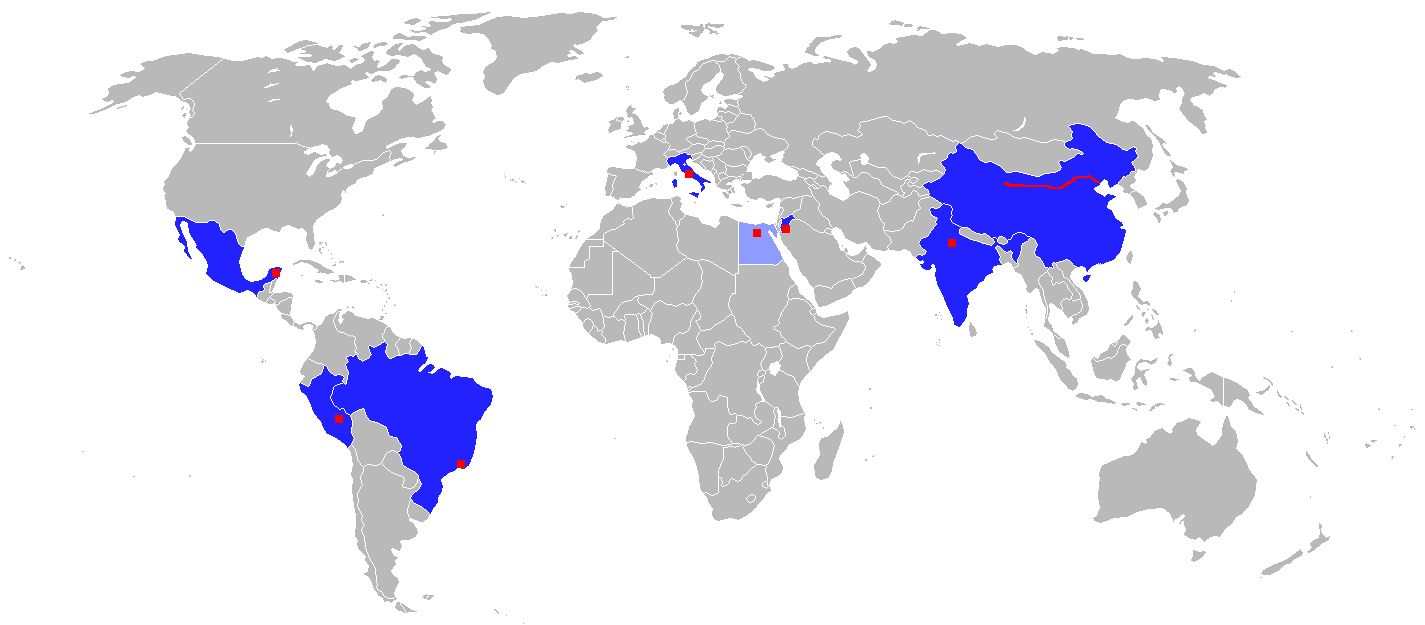
새로운 세계 7대 불가사의의 위치

이집트 기자의 피라미드는 고대 세계 7대 불가사의 중 남아 있는 유일한 유적이 되었고, 명예 유적지로 인정받았다.
| 불가사의                     | 위치         | 사진            |
| ---------------------------- | ------------ | --------------- |
| 기자의 피라미드 أهرام الجيزة | 기자, 이집트 | Pyramide Kheops |

- 페루의 잉카 유적지 마추픽추
- 브라질의 리우데자네이루 예수상
- 멕시코 치첸이트사의 마야 유적지
- 중국 만리장성
- 인도 타지마할
- 요르단의 고대도시 페트라
- 이탈리아 로마 콜로세움

## 같이 보기
- 세계 7대 불가사의